# Ellurema indica
Ellurema indica är en svampart som först beskrevs av Punith., och fick sitt nu gällande namn av Nag Raj & W.B. Kendr. 1986. Ellurema indica ingår i släktet Ellurema och familjen Amphisphaeriaceae.   Inga underarter finns listade i Catalogue of Life.